# Каланчакские острова
Каланчакские острова — архипелаг, расположенный в 7 км юго-западнее южного побережья полуострова Хорлы (Горький Кут) Каланчакского района Херсонской области в Джарылгачском заливе Черного моря. Архипелаг формируют четыре острова общей площадью 15 га.

## История
В античные времена, в связи с более низким уровнем моря, архипелаг был одним островом, известным под названиями «Cephalonensus» и «Карабай». Название «Чумаки» связано с добычей соли в их окрестностях. В 1970—1980-е годы на Каланчакские острова курсировали теплоходы с туристами, ведь побережье здесь удобно для отдыха, а вода на мели со стороны Хорлов очень хорошо прогревается солнцем. В 1990-х годах организованные группы туристов на острова уже не доставлялись, но эта индустрия возродилась в 2010-х годах.

## География и климат
Каланчакские острова входят в Джарылгачский природный комплекс. Наибольший остров этой группы называется «Каланчакский» или «Каланчак», площадью более 10 га, серповидной формы, удлиненный с запада на восток. Южный берег острова имеет хорошо выраженный песчано-ракушечный пляж. Северный берег низкий, заболоченный, с большим количеством малых озер, бухт и проливов. Три других острова в наши дни существуют в виде песчаных наносов. Климат островов умеренно-континентальный, однако смягчен морем.

## Флора и фауна островов
Остров «Каланчакский» с северной стороны в значительной степени покрыт тростником (Phragmites australis). На южном берегу распространена псамофитная и галофитная растительность.
На островах распространены 22 вида птиц, среди которых наиболее распространена Черноголовая чайка, колония которой насчитывает до 16000 пар. Также здесь водятся пресмыкающиеся: ящерицы, и млекопитающие: мыши.

## Охрана
В 2019 году глава Херсонской облгосадминистрации издал распоряжение о необходимости создания заказников местного значения в составе острова «Каланчак» и косы «Карадай», начинающейся у села Раздольное Каланчакского района, а также акватории возле них. Общая площадь заказников составляет 3600 гектаров.

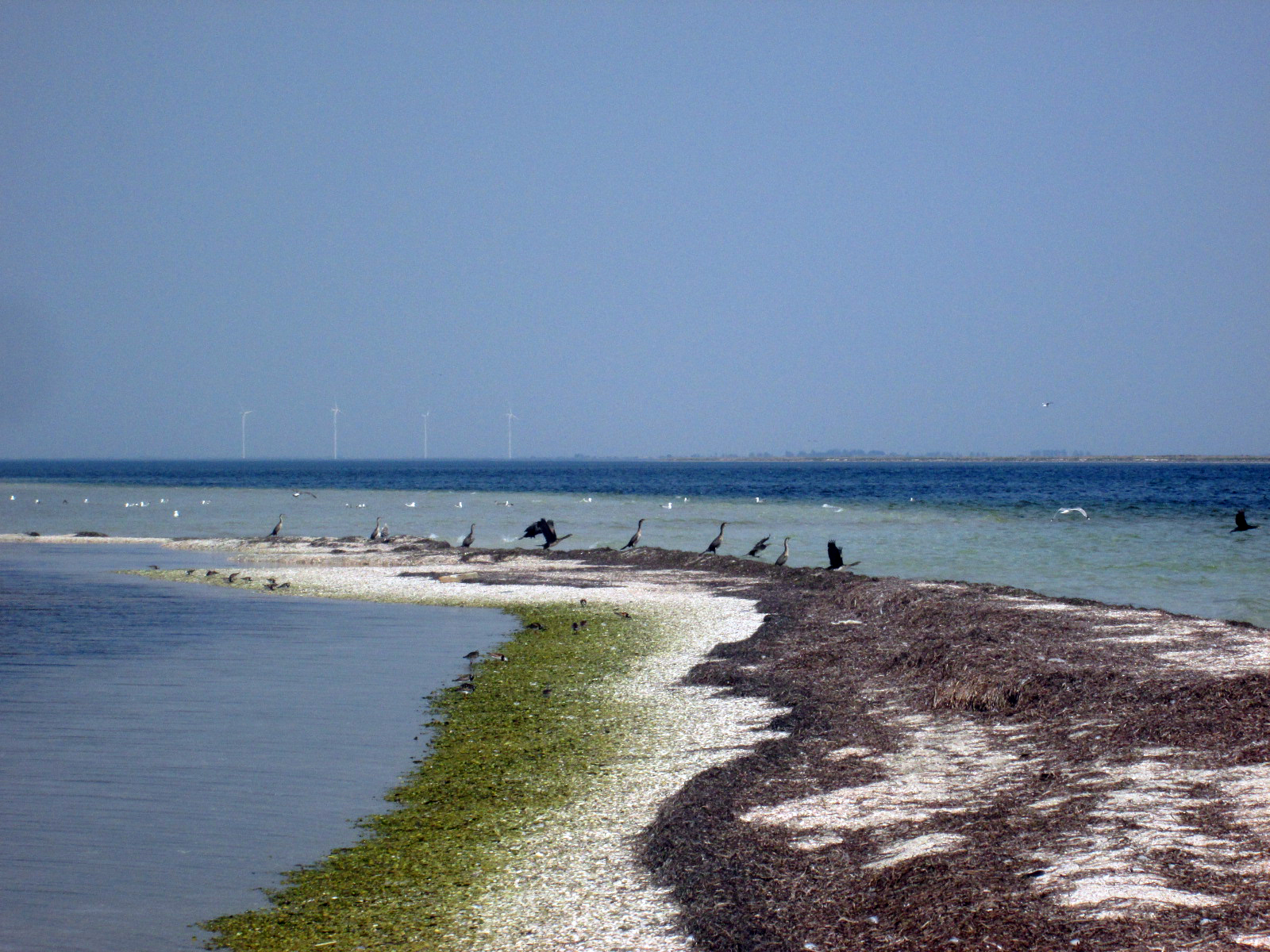
Бакланы на побережье одного из островов

18 октября 2020 года решением № 1855 Херсонский областной совет создал орнитологический заказник «Остров Каланчак» площадью 1730 гектаров.